# Max Steenberghe

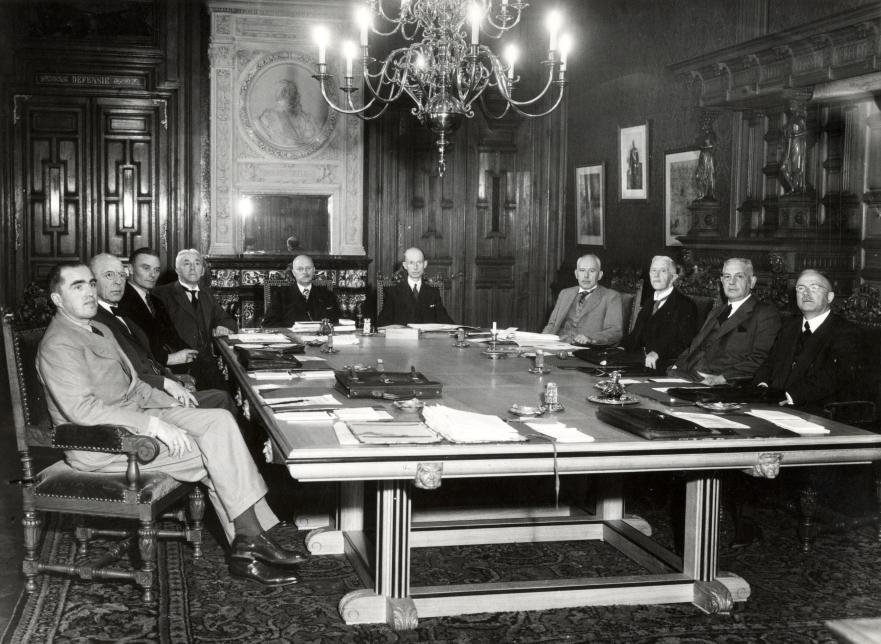
II gabinet De Geera (1939). Max Steenberghe - siedzi pierwszy z lewej.

Maximilien Paul Léon Steenberghe (ur. 2 maja 1899 w Goirle, zm. 22 stycznia 1972 w Lejdzie) – holenderski polityk.
Studiował prawo w Lejdzie, następnie pracował jako kierownik w fabryce tekstylnej w Goirle. W czerwcu 1934 wszedł do II gabinetu Hendrikusa Colijna jako minister spraw gospodarczych. 6 czerwca 1935 wystąpił z rządu, ale powrócił do władzy w IV gabinecie Colijna (od 24 czerwca 1937 do 15 lipca 1937) oraz II gabinecie Dirka Jana De Geera (od 10 sierpnia 1939 do 9 maja 1940). Potem zasiadał w rządach emigracyjnych. Należał początkowo do Roomsch-Katholieke Staatspartij a potem do Katolickiej Partii Ludowej (Katholieke Volkspartij) - obecnego Apelu Chrześcijańsko - Demokratycznego. Przejściowo pełnił funkcje ministra przemysłu, handlu i żeglugi (1937, 1940 - 1941); ministra rolnictwa i rybołówstwa (1937 i 1941) oraz ministra finansów (1941).
W czerwcu 1937 roku odwiedził Polskę na czele holenderskiej delegacji gospodarczej.